# Oulun Palloseura
Oulun Palloseura, někdy zkráceně označovaný OPS, je finský fotbalový klub. Sídlí ve městě Oulu. Dvakrát se stal finským mistrem (1979, 1980). Při obou následných účastech v Poháru mistrů evropských zemí však narazil na FC Liverpool a vždy vypadl v 1. kole.